# Juan Pablo Varillas
Juan Pablo Varillas, né le 6 octobre 1995 à Lima, est un joueur péruvien de tennis, professionnel depuis 2013.

## Biographie
Juan Pablo Varillas s'installe en 2016 à Barcelone dans l'optique de lancer sa carrière de joueur de tennis, ce qui se révèle être un échec. Il pense alors arrêter le tennis mais se donne une dernière chance en 2017 et part alors pour Buenos Aires. Son niveau de jeu et ses résultats s'améliorent alors.
Varillas participe aux Jeux olympiques de 2020. Il est le premier Péruvien à se qualifier pour le tournoi olympique de tennis depuis Luis Horna en 2004. Il est battu au premier tour du simple par  Diego Schwartzman (5-7, 4-6).
En 2022, il rentre dans les 100 premiers mondiaux au classement ATP et devient le cinquième Péruvien à réaliser cette performance après Jaime Yzaga, Pablo Arraya, Luis Horna et Carlos Di Laura.
Il atteint les huitièmes de finale de Roland-Garros 2023 après avoir remporté ses trois premiers tours en cinq sets respectivement face à Shang Juncheng, Roberto Bautista-Agut puis Hubert Hurkacz. Il s'incline face à Novak Djokovic en trois sets (6-3, 6-2, 6-2), futur vainqueur du Grand Chelem parisien.
À la date de juin 2023, il compte cinq titres sur le ATP Challenger Tour : à Campinas et Saint-Domingue en 2019, Biella et Santiago en 2021 et São Leopoldo en 2022.

## Parcours dans les tournois duGrand Chelem

### En simple
| Année | Open d'Australie | Open d'Australie | Internationaux de France | Internationaux de France | Wimbledon       | Wimbledon          | US Open        | US Open          |
| ----- | ---------------- | ---------------- | ------------------------ | ------------------------ | --------------- | ------------------ | -------------- | ---------------- |
| 2020  | Q2               | Pedro Martínez   | Q1                       | Brayden Schnur           | —               | —                  | —              | —                |
| 2021  | —                | —                | Q2                       | Henri Laaksonen          | Q1              | Zhang Zhizhen      | Q1             | Zizou Bergs      |
| 2022  | Q2               | Gastão Elias     | 1er tour (1/64)          | Félix Auger-Aliassime    | Q1              | Maximilan Marterer | Q1             | Grégoire Barrère |
| 2023  | 1er tour (1/64)  | Alexander Zverev | 1/8 de finale            | Novak Djokovic           | 1er tour (1/64) | Lorenzo Musetti    | 2e tour (1/32) | Taylor Fritz     |
| 2024  | 1er tour (1/64)  | Cameron Norrie   | Q1                       | Marco Trungelliti        |                 |                    |                |                  |

N.B. : à droite du résultat se trouve le nom de l'ultime adversaire.

### En double messieurs
| 2023 | 1er tour (1/32) D. Altmaier \|\| style="text-align:left;" \| J. S. Cabal R. Farah | 1er tour (1/32) T. Monteiro \|\| style="text-align:left;" \| R. Jebavý L. D. Martínez | 1er tour (1/32) Hugo Dellien \|\| style="text-align:left;" \| R. Arneodo T.-S. Weissborn | 1er tour (1/32) P. Cachín \|\| style="text-align:left;" \| M. González A. Molteni |

N.B. : le nom du partenaire se trouve sous le résultat ; le nom des ultimes adversaires se trouve à droite.

## Parcours dans lesMasters 1000
| Année | Indian Wells | Miami             | Monte-Carlo | Madrid               | Rome             | Canada | Cincinnati | Shanghai          | Paris |
| ----- | ------------ | ----------------- | ----------- | -------------------- | ---------------- | ------ | ---------- | ----------------- | ----- |
| 2023  | —            | 1er tour G. Pella | —           | 1er tour Y. Hanfmann | 1er tour S. Báez | —      | —          | 1er tour S. Ofner | —     |

N.B. : sous le résultat se trouve le nom de l’ultime adversaire.

## Classements ATP de fin de saison
| Année          | 2013 | 2014 | 2015 | 2016 | 2017 | 2018 | 2019 | 2020 | 2021 | 2022 | 2023 | 2024 |
| Rang en simple | 1545 | 671  | 651  | 680  | 473  | 323  | 144  | 158  | 130  | 108  | 83   | 210  |
| Rang en double | 1501 | 777  | 908  | 965  | 981  | 496  | 347  | 344  | 376  | –    | –    | 657  |

Source : (en) Classements de Juan Pablo Varillas sur le site officiel de la Fédération internationale de tennis